# Laura Margherita Mazzarino
Laura Margherita Mazzarino, född 1608, död 1685, var en italiensk adelskvinna, syster till Frankrikes de facto regent kardinal Mazarin.
Hon var dotter till den italienska ämbetsmannen Pierre Mazzarini och Ortensia Buffalini, och gifte sig 1634 med den romerska adelsmannen Geronimo Martinozzi. Paret fick två döttrar. 
År 1647 kallades hon av sin bror kardinal Mazarin, tillsammans med sina döttrar, sin syster Geronima Mazzarini och dennas barn, till det franska hovet för att dra nytta av de fördelar hennes bror kunde skaffa sin familj genom sin ställning. Deras äkta män inkluderades inte i inbjudan. Hon och hennes syster kunde då tillsammans med sin bror arrangera äktenskap mellan sina barn och inflytelserika personer i Frankrike, utvalda av kardinalen enligt hans politiska planer. 
De franska hovfunktionärerna, som ville vinna den mäktige Mazarins goda uppfattning, försökte behaga Laura och hennes familj. Drottningen tog hand om flickornas utbildning. Till skillnad från hennes syster Geronima som, med Abbé de Choisys ord, "aldrig störde någon", beskrivs Laura som ambitiös och blev en mer kontroversiell person vid franska hovet. 
Hennes yngre dotter Laura Martinozzi gifte sig 1655 med hertigen av Modena. Laura bosatte sig med sin dotter och svärson i Modena, där dottern bara tre år senare blev änka och hertigdömets regent under sin sons minderårighet. Efter att dotterns mandat som regent löpte ut 1674, bosatte hon sig med sin dotter i Rom. 